# Global 200
Global 200 es la lista de las ecorregiones globales o biorregiones identificadas como prioritarias para la conservación por el World Wide Fund for Nature (WWF).
Global 200 contiene en realidad 238 ecorregiones globales: 142 terrestres, 53 de agua dulce y 43 marinas. Estas a su vez se subdividen en 867 ecorregiones terrestres, 426 ecorregiones de agua dulce y 232 ecorregiones marinas.
El WWF asigna un estado de conservación a cada ecorregión; más de la mitad de las ecorregiones de la lista Global 200 está clasificada como en peligro.

## Proceso de selección
Basada con una lista completa de ecorregiones, Global 200 incluye todos los tipos principales de bioma, todos los tipos de ecosistema, y especies de cada tipo de bioma. Se centra en cada tipo principal de bioma de cada continente (tales como selvas tropicales, arrecifes coralinos, etc.). Utiliza la ecorregión como la unidad de escala para la comparación.
La selección final se basó en extensos análisis de 19 tipos principales de biomas terrestres, de agua dulce y marinos: riqueza de especies, endemismos, taxones únicos, fenómenos ecológicos o evolutivos inusuales, y escasez global del tipo de bioma.
La lista Global 200 es más útil para los esfuerzos de conservación a escala regional: deforestación local, destrucción de humedales, degradación de suelos, etc. Sin embargo, ciertos fenómenos, tales como las migraciones de aves o de ballenas, dependen de parámetros más complejos, no utilizados para definir la lista actual, tales como corrientes atmosféricas y ecosistemas pelágicos dinámicos. Haría falta recopilar más información y coordinar esfuerzos entre múltiples ecorregiones. Sin embargo, las ecorregiones de Global 200 pueden ayudar a estos esfuerzos identificando el bioma y los lugares de descanso de los animales migratorios. Pueden también ayudar a identificar el origen de especies invasoras y ofrecer pistas para retrasar o detener la intrusión.

## Ecorregiones terrestres de Global 200

### Bioma:Pluvisilva o bosque húmedo tropical y subtropical
| Código | Ecorregión global                               | Ecozona      | Países |
| ------ | ----------------------------------------------- | ------------ | --- |
| 001    | Selva guineana                                  | Afrotropical | Benín - Costa de Marfil - Ghana - Guinea - Liberia - Sierra Leona, Togo                                                               |
| 002    | Selva costera del Congo                         | Afrotropical | Angola - Camerún - República Democrática del Congo - Guinea Ecuatorial- Gabón - Nigeria - Santo Tomé y Príncipe - República del Congo |
| 003    | Selva montana de Camerún                        | Afrotropical | Camerún - Nigeria - Nigeria |
| 004    | Selva del noreste del Congo                     | Afrotropical | República Centroafricana - República Democrática del Congo                                                                            |
| 005    | Selva del Congo central                         | Afrotropical | República Democrática del Congo |
| 006    | Selva del oeste del Congo                       | Afrotropical | Camerún - República Centroafricana - República Democrática del Congo - Gabón - República del Congo                                    |
| 007    | Selva montana de la falla Albertina             | Afrotropical | Burkina Faso - Burundi - República Democrática del Congo - Ruanda - Kenia - Uganda                                                    |
| 008    | Selvas de la costa oriental africana            | Afrotropical | Kenia - Somalia - Tanzania |
| 009    | Selva montana de África oriental                | Afrotropical | Kenia - Tanzania |
| 010    | Selva y brezal de Madagascar                    | Afrotropical | Madagascar |
| 011    | Selvas de Seychelles y las Mascareñas           | Afrotropical | Mauricio, Reunión , Seychelles |
| 012    | Selva de Célebes                                | Australasia  | Indonesia |
| 013    | Selva de las Molucas                            | Australasia  | Indonesia |
| 014    | Selva del sur de Nueva Guinea                   | Australasia  | Indonesia - Papúa Nueva Guinea |
| 015    | Selva montana de Nueva Guinea                   | Australasia  | Indonesia - Papúa Nueva Guinea |
| 016    | Selvas de Salomón, Vanuatu y Bismarck           | Australasia  | Papúa Nueva Guinea - Islas Salomón - Vanuatu                                                                                          |
| 017    | Selva de Queensland                             | Australasia  | Australia |
| 018    | Selva de Nueva Caledonia                        | Australasia  | Nueva Caledonia |
| 019    | Selvas de Lord Howe-Norfolk                     | Australasia  | Australia |
| 020    | Ghats occidentales                              | Indomalaya   | India |
| 021    | Selva de Sri Lanka                              | Indomalaya   | Sri Lanka |
| 022    | Selva subtropical del norte de Indochina        | Indomalaya   | China - Laos - Birmania - Tailandia - Vietnam                                                                                         |
| 023    | Selvas del sudeste de China y Hainan            | Indomalaya   | China - Vietnam |
| 024    | Selva montana de Taiwán                         | Indomalaya   | China |
| 025    | Selva montana annamita                          | Indomalaya   | Camboya - Laos - Vietnam |
| 026    | Selvas de Sumatra                               | Indomalaya   | Indonesia |
| 027    | Selvas de Filipinas                             | Indomalaya   | Filipinas |
| 028    | Selva de Palawan                                | Indomalaya   | Filipinas |
| 029    | Selva de los montes de Kayah-Karen y Tenasserim | Indomalaya   | Malasia - Birmania - Tailandia |
| 030    | Selvas de la península de Malaca                | Indomalaya   | India - Malasia - Singapur - Tailandia                                                                                                |
| 031    | Selvas de Borneo                                | Indomalaya   | Brunéi - Indonesia - Malasia |
| 032    | Islas Ryukyu                                    | Indomalaya   | Japón |
| 033    | Selva del este de la meseta del Decán           | Indomalaya   | India |
| 034    | Selvas de Naga, Manipuri y montes Chin          | Indomalaya   | Bangladés, - India - Birmania |
| 035    | Selva de los Montes Cardamomos                  | Indomalaya   | Camboya - Tailandia |
| 036    | Selva montana del oeste de Java                 | Indomalaya   | Indonesia |
| 037    | Selvas de las Antillas mayores                  | Neotrópico   | Cuba - República Dominicana - Haití - Jamaica - Puerto Rico                                                                           |
| 038    | Selvas de Talamanca y del Istmo                 | Neotrópico   | Costa Rica - Panamá |
| 039    | Selvas de Chocó y Darién                        | Neotrópico   | Colombia - Ecuador - Panamá - Perú |
| 040    | Bosque andino del norte                         | Neotrópico   | Colombia - Ecuador - Venezuela - Perú                                                                                                 |
| 041    | Selva nublada costera de Venezuela              | Neotrópico   | Venezuela |
| 042    | Selva guayanesa                                 | Neotrópico   | Brasil - Guyana Francesa - Guyana - Surinam - Venezuela                                                                               |
| 043    | Selva del Napo                                  | Neotrópico   | Colombia - Ecuador - Perú |
| 044    | Selva de los ríos Negro y Yuruá                 | Neotrópico   | Brasil - Colombia - Perú- Venezuela                                                                                                   |
| 045    | Selva montana de Guayana                        | Neotrópico   | Brasil - Colombia - Guyana - Surinam - Venezuela                                                                                      |
| 046    | Yungas de los Andes centrales                   | Neotrópico   | Argentina - Bolivia - Perú |
| 047    | Selva amazónica suroccidental                   | Neotrópico   | Bolivia - Brasil - Perú |
| 048    | Mata atlántica                                  | Neotrópico   | Argentina - Brasil - Paraguay |
| 049    | Bosque de las islas del Pacífico sur            | Oceanía      | Samoa Americana - ) Islas Cook, Fiyi, Polinesia, Niue, Samoa , Tonga, Wallis y Futuna, Isla de Pascua                                 |
| 050    | Selvas de Hawái                                 | Oceanía      | Hawái |

### Bioma:Hiemisilva o bosque seco tropical y subtropical
| Código | Ecorregión global                     | Ecozona      | Países                               |
| ------ | ------------------------------------- | ------------ | ------------------------------------ |
| 051    | Bosque seco caducifolio de Madagascar | Afrotropical | Madagascar                           |
| 052    | Bosque seco de Nusa Tenggara          | Australasia  | Indonesia                            |
| 053    | Bosque seco de Nueva Caledonia        | Australasia  | Nueva Caledonia                      |
| 054    | Bosque seco de Indochina              | Indomalaya   | Camboya - Laos - Tailandia - Vietnam |
| 055    | Bosque seco de Chhota-Nagpur          | Indomalaya   | India                                |
| 056    | Selvas secas de México                | Neotrópico   | Guatemala - México                   |
| 057    | Bosque seco ecuatorial                | Neotrópico   | Colombia - Ecuador - Perú            |
| 058    | Bosque Chiquitano                     | Neotrópico   | Bolivia - Brasil                     |
| 059    | Bosque seco atlántico                 | Neotrópico   | Brasil                               |
| 060    | Bosque seco de Hawái                  | Oceanía      | Hawái                                |

### Bioma:Bosque subtropical de coníferas
| Código | Ecorregión global                                               | Ecozona    | Países                                                 |
| ------ | --------------------------------------------------------------- | ---------- | ------------------------------------------------------ |
| 061    | Bosques de pino-encino de la Sierra Madre Oriental y Occidental | Neártico   | México - Estados Unidos                                |
| 062    | Bosques de pino de las Antillas Mayores                         | Neotrópico | Cuba - República Dominicana, Haití                     |
| 063    | Bosques de pino-encino de América Central                       | Neotrópico | El Salvador, Guatemala, Honduras, - México - Nicaragua |

### Bioma:Bosque templado de frondosas y mixto
| Código | Ecorregión global                               | Ecozona     | Países                                |
| ------ | ----------------------------------------------- | ----------- | ------------------------------------- |
| 064    | Bosques templados de Australia oriental         | Australasia | Australia                             |
| 065    | Tasmanian temperate rain forests                | Australasia | Australia                             |
| 066    | Bosques templados de Nueva Zelanda              | Australasia | Nueva Zelanda                         |
| 067    | Eastern Himalayan broadleaf and conifer forests | Indomalaya  | Bután, China, India, Birmania, Nepal  |
| 068    | Western Himalayan temperate forests             | Indomalaya  | Afganistán - India - Nepal - Pakistán |
| 069    | Appalachian and mixed mesophytic forests        | Neártico    | Estados Unidos                        |
| 070    | Southwest China temperate forests               | Paleártico  | China                                 |
| 071    | Russian Far East temperate forests              | Paleártico  | Rusia                                 |
| 076    | Bosque valdiviano-Archipiélago Juan Fernández   | Neotrópico  | Chile - Argentina                     |

### Bioma:Bosque templado de coníferas
| Código | Ecorregión global                             | Ecozona    | Países |
| ------ | --------------------------------------------- | ---------- | --- |
| 072    | Pacific temperate rain forests                | Neártico   | Canadá - Estados Unidos |
| 073    | Klamath-Siskiyou forests                      | Neártico   | Estados Unidos |
| 074    | Sierra Nevada forests                         | Neártico   | Estados Unidos |
| 075    | Southeastern coniferous and broadleaf forests | Neártico   | Estados Unidos |
| 077    | European-Mediterranean montane mixed forests  | Paleártico | Albania, Argelia, Andorra, Austria, Bosnia y Herzegovina, Bulgaria, Croacia, República Checa, Francia, Alemania, Grecia, Italia, Liechtenstein, Macedonia del Norte, Marruecos, Polonia, Rumania, Rusia, Eslovenia, Eslovaquia |
| 078    | Caucasus-Anatolian-Hycanian temperate forests | Paleártico | Armenia, Azerbaiyán, Bulgaria, Georgia, Irán, Rusia, Turquía, Turkmenistán |
| 079    | Altai-Sayan montane forests                   | Paleártico | China, Kazajistán, Mongolia, Rusia |
| 080    | Hengduan Shan coniferous forests              | Paleártico | China |

### Bioma:Bosque boreal/taiga
| Código | Ecorregión global                             | Ecozona    | Países |
| ------ | --------------------------------------------- | ---------- | ------ |
| 081    | Bosque boreal de Muskwa y el Lago del Esclavo | Neártico   | Canadá |
| 082    | Taiga canadiense                              | Neártico   | Canadá |
| 083    | Taiga de los Montes Urales                    | Paleártico | Rusia  |
| 084    | Taiga del este siberiano                      | Paleártico | Rusia  |
| 085    | Taiga de Kamchatka y pastizales               | Paleártico | Rusia  |

### Bioma:Sabana y matorral tropical y subtropical
| Código | Ecorregión global                            | Ecozona      | Países |
| ------ | -------------------------------------------- | ------------ | --- |
| 086    | Sabanas de acacias del Cuerno de África      | Afrotropical | Eritrea, Etiopía, Kenia, Somalia, Sudán                                                                                   |
| 087    | Sabanas de acacias del África Oriental       | Afrotropical | Etiopía, Kenia, Sudán, Tanzania, Uganda                                                                                   |
| 088    | Sabana arbolada de miombo central y oriental | Afrotropical | Angola, Botsuana, Burundi, República Democrática del Congo, Malaui, Mozambique, Namibia, Tanzania, Zambia, Zimbabue       |
| 089    | Sabanas sudanesas                            | Afrotropical | Camerún, República Centroafricana, Chad, Nigeria, República Democrática del Congo, Eritrea, Etiopía, Kenia, Sudán, Uganda |
| 090    | Sabanas del norte de Australia y Trans-Fly   | Australasia  | Australia - Indonesia - Papúa Nueva Guinea                                                                                |
| 091    | Sabanas y pastizales del Terai-Duar          | Indomalaya   | Bangladés, Bután, - India - Nepal                                                                                         |
| 092    | Sabanas de los llanos                        | Neotrópico   | Colombia - Venezuela |
| 093    | Bosques y sabanas del Cerrado                | Neotrópico   | Bolivia - Brasil - Paraguay                                                                                               |

### Bioma:Pastizal y matorral templado
| Código | Ecorregión global        | Ecozona    | Países                   |
| ------ | ------------------------ | ---------- | ------------------------ |
| 094    | Praderas de Norteamérica | Neártico   | Canadá - Estados Unidos  |
| 095    | Estepa patagónica        | Neotrópico | Argentina - Chile        |
| 096    | Estepa de Dauria         | Paleártico | China - Mongolia - Rusia |

### Bioma:Sabana inundada
| Código | Ecorregión global            | Ecozona      | Países                                                                                               |
| ------ | ---------------------------- | ------------ | --- |
| 097    | Pantanos del Sudd y el Sahel | Afrotropical | Camerún - Chad - Etiopía - Mali, Níger, Nigeria, Sudán, Uganda                                       |
| 098    | Pantanos del Zambeze         | Afrotropical | Angola - Botsuana, República Democrática del Congo, Malaui - Mozambique- Namibia - Tanzania - Zambia |
| 099    | Marisma del Rann de Kutch    | Indomalaya   | India - Pakistán                                                                                     |
| 100    | Los Everglades               | Neotrópico   | Estados Unidos                                                                                       |
| 101    | El Pantanal                  | Neotrópico   | Bolivia - Brasil - Paraguay                                                                          |

### Bioma:Pradera y matorral de montaña
| Código | Ecorregión global                              | Ecozona      | Países                                                                            |
| ------ | ---------------------------------------------- | ------------ | --------------------------------------------------------------------------------- |
| 102    | Macizo etíope                                  | Afrotropical | Eritrea, Etiopía, Sudán                                                           |
| 103    | Pradera arbolada montana del Rift meridional   | Afrotropical | Malaui, Mozambique, Tanzania, Zambia                                              |
| 104    | Páramos de África oriental                     | Afrotropical | República Democrática del Congo, Kenia, Ruanda, Tanzania, Uganda                  |
| 105    | Pradera alpina de los Drakensberg              | Afrotropical | Sudáfrica - Lesoto - Suazilandia                                                  |
| 106    | Pastizales subalpinos de la Cordillera Central | Australasia  | Indonesia - Papúa Nueva Guinea                                                    |
| 107    | Matorral montano de Kinabalu                   | Indomalaya   | Malasia                                                                           |
| 108    | Páramo andino                                  | Neotrópico   | Colombia - Ecuador - Perú - Venezuela                                             |
| 109    | Puna                                           | Neotrópico   | Argentina - Bolivia - Chile - Perú                                                |
| 110    | Estepa de la meseta Tibetana                   | Paleártico   | Afganistán - China - India - Pakistán - Tayikistán                                |
| 111    | Estepa y bosque montanos del Asia Central      | Paleártico   | Afganistán - China - Kazajistán, Kirguistán, Tayikistán, Turkmenistán, Uzbekistán |
| 112    | Prados alpinos del Himalaya oriental           | Paleártico   | Bután, - China - India - Birmania- Nepal                                          |

### Bioma:Tundra
| Código | Ecorregión global                     | Ecozona    | Países                               |
| ------ | ------------------------------------- | ---------- | ------------------------------------ |
| 113    | Alaskan North Slope coastal tundra    | Neártico   | Canadá - Estados Unidos              |
| 114    | Canadian low arctic tundra            | Neártico   | Canadá                               |
| 115    | Fenno-Scandia alpine tundra and taiga | Paleártico | Finlandia - Noruega - Rusia - Suecia |
| 116    | Taimyr and Russian coastal tundra     | Paleártico | Rusia                                |
| 117    | Chukote coastal tundra                | Paleártico | Rusia                                |

### Bioma:Bosque y matorral mediterráneo
| Código | Ecorregión global                  | Ecozona      | Países |
| ------ | ---------------------------------- | ------------ | --- |
| 118    | Fynbos                             | Afrotropical | Sudáfrica |
| 119    | Mallee del sudoeste                | Australasia  | Australia |
| 120    | Mallee del sur                     | Australasia  | Australia |
| 121    | Chaparral                          | Neártico     | México - Estados Unidos |
| 122    | Matorral chileno                   | Neotrópico   | Chile |
| 123    | Bosque y matorral del Mediterráneo | Paleártico   | Albania, Argelia, Bosnia y Herzegovina, Bulgaria, Canarias , Croacia, Chipre, Egipto, Francia, Gibraltar, Grecia, Irak, Israel, Italia, Jordania, Líbano, Libia, Macedonia del Norte, Islas Madeira, Malta , Mónaco, Marruecos, Portugal, San Marino, Eslovaquia, España, Siria , Túnez, Turquía, Sahara Occidental |

### Bioma:Desierto y matorral xerófilo
| Código | Ecorregión global                              | Ecozona      | Países                                               |
| ------ | ---------------------------------------------- | ------------ | ---------------------------------------------------- |
| 124    | Desiertos del Namib, Karoo y Kaoko             | Afrotropical | Angola, Namibia, Sudáfrica                           |
| 125    | Matorral espinoso de Madagascar                | Afrotropical | Madagascar                                           |
| 126    | Desierto de la Isla de Socotra                 | Afrotropical | Yemen                                                |
| 127    | Arabian Highland woodlands and shrublands      | Afrotropical | Omán, Arabia Saudita, Emiratos Árabes Unidos - Yemen |
| 128    | Carnavon xeric scrub                           | Australasia  | Australia                                            |
| 129    | Desierto gran Sandy-Tanami                     | Australasia  | Australia                                            |
| 130    | Desierto de Sonora-Desierto de Baja California | Neártico     | México - Estados Unidos                              |
| 131    | Desierto de Chihuahua-Desierto de Tehuacán     | Neártico     | México - Estados Unidos                              |
| 132    | Matorrales de las Islas Galápagos              | Neotrópico   | Ecuador                                              |
| 133    | Desierto de Atacama-Desierto de Sechura        | Neotrópico   | Chile - Perú                                         |
| 134    | Central Asian deserts                          | Paleártico   | Kazajistán, Kirguistán, Uzbekistán, Turkmenistán     |

### Bioma:Manglar
| Código | Ecorregión global               | Ecozona      | Países                                                                                        |
| ------ | ------------------------------- | ------------ | --------------------------------------------------------------------------------------------- |
| 135    | Manglares del golfo de Guinea   | Afrotropical | Angola - Camboya, República Democrática del Congo, Guinea Ecuatorial, Gabón - Ghana - Nigeria |
| 136    | Manglar de África oriental      | Afrotropical | Kenia - Mozambique,- Somalia - Tanzania                                                       |
| 137    | Manglar de Madagascar           | Afrotropical | Madagascar                                                                                    |
| 138    | Manglares de Nueva Guinea       | Australasia  | Indonesia - Papúa Nueva Guinea                                                                |
| 139    | Manglares de Sundarbans         | Indomalaya   | Bangladés - India                                                                             |
| 140    | Manglares de los Grandes Sundas | Indomalaya   | Brunéi - Indonesia - Malasia                                                                  |
| 141    | Manglares Guyano-Amazónicos     | Neotrópico   | Brasil - Guyana Francesa - Surinam - Trinidad y Tobago - Venezuela                            |
| 142    | Manglares de la bahía de Panamá | Neotrópico   | Colombia - Ecuador - Panamá - Perú                                                            |